# Sarah McBride
Pour les articles homonymes, voir McBride.
Sarah McBride, née le 9 août 1990 à Wilmington, est une militante pour les droits des personnes transgenres et une femme politique américaine. 
Elle attire l'attention des médias américains après avoir fait son coming out transgenre auprès de son université, alors qu'elle était présidente du corps étudiant de l'American University.
En 2013, elle est l'une des principales personnalités à l'origine d'une législation interdisant la discrimination sur la base de l'identité de genre en matière d'emploi, de logement, d'assurance et de lieux publics dans le Delaware,.  
En juillet 2016, elle est la première personne ouvertement transgenre à faire un discours lors de la convention d'un parti américain, à savoir la Convention nationale démocrate,,,. En 2020, elle est élue sénatrice de l'État fédéré du Delaware, puis elle entre à la Chambre des représentants pour le Delaware lors des élections de 2024.

## Biographie

### Enfance et éducation
Sarah McBride est née à Wilmington, dans le Delaware, de David et Sally McBride. Avant de faire son coming out, elle participe à plusieurs campagnes dans le Delaware, dont celle de Jack Markell pour le poste de gouverneur en 2008 et celle de Beau Biden pour le poste de procureur général en 2010. En 2011, elle est élue présidente du corps étudiant de l'American University. Lors de la dernière semaine de son mandat de présidente du corps étudiant, Sarah McBride est l'objet d'une attention internationale en faisant son coming out de femme transgenre dans le journal étudiant, Eagle. Celui-ci est relayé sur la NPR, dans Le Huffington Post et par la Born This Way Foundation de Lady Gaga,,. Après son coming-out, elle reçoit un appel du procureur général du Delaware, Beau Biden, qui déclare : « Sarah, je voulais juste que vous sachiez, je suis tellement fier de vous. Je vous aime, et vous faites toujours partie de la famille Biden. » Le vice-président Joe Biden exprime des sentiments similaires, avouant qu'il est fier et heureux pour elle. À partir de 2012, Sarah McBride est employée à la Maison-Blanche, devenant ainsi la première femme ouvertement transgenre à y travailler. Elle officie dans le bureau chargé de l'engagement du public et des affaires intergouvernementales sur les questions LGBT,. Dans un discours prononcé en mai 2015, la Seconde dame des États-Unis Jill Biden raconte l'histoire de Sarah. Elle déclare notamment : « Nous croyons que les jeunes doivent être appréciés pour ce qu'ils sont, peu importe ce à quoi ils ressemblent, d'où ils viennent, le genre auquel ils s'identifient, ou qui ils aiment. »

### Activisme

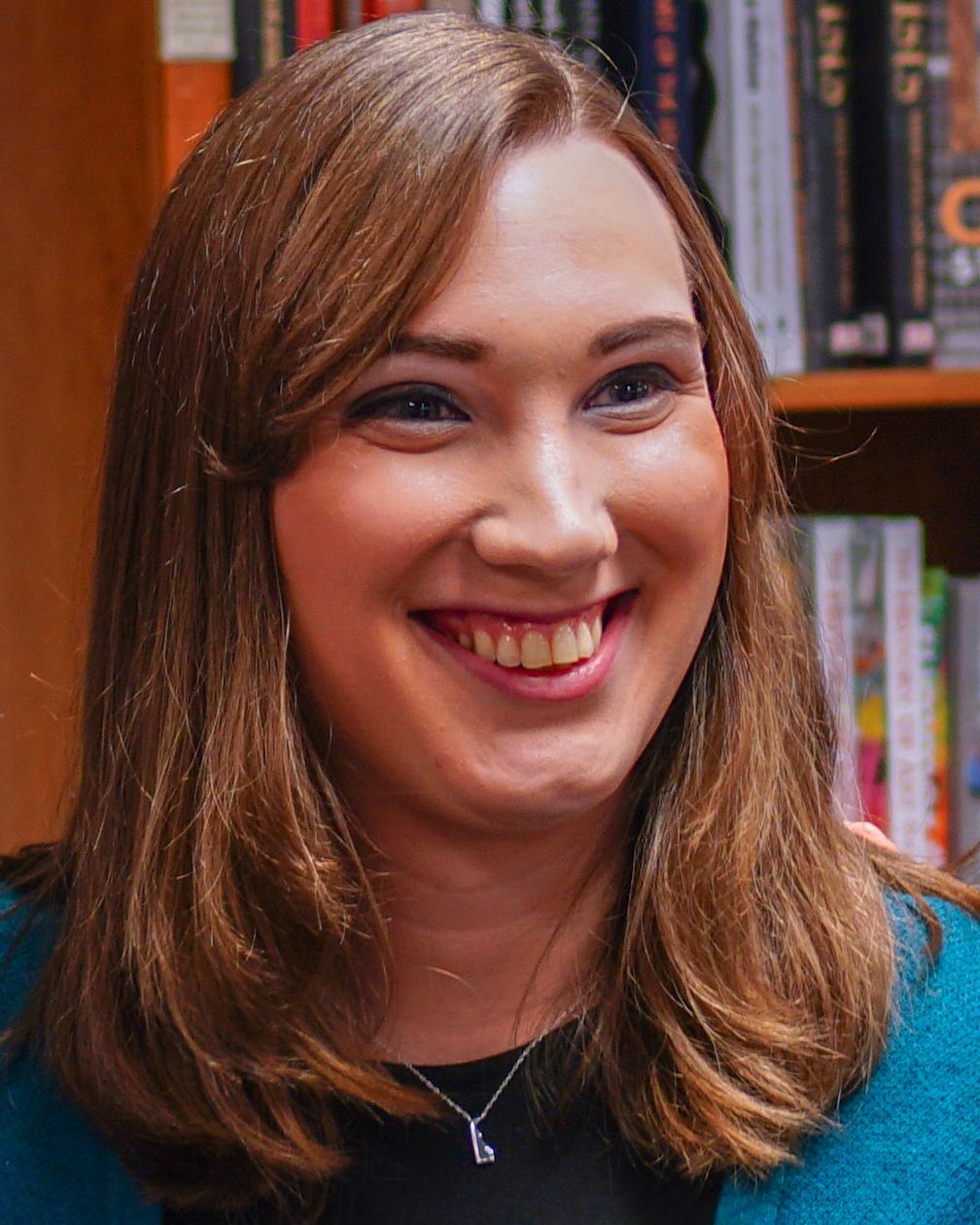
Sarah McBride en 2018.

En janvier 2013, Sarah McBride rejoint le conseil d'administration de Delaware Equality et devient rapidement la principale défenseure de la création d'une protection juridique et d'une législation sur les crimes de haine envers les personnes transgenres dans l'État. Elle et sa famille sont alors les fers de lance du lobbying pour une législation protégeant les habitants du Delaware contre les discriminations basées de l'identité de genre concernant l'emploi, le logement, l'assurance et la vie publique,. En plus de sa fonction de porte-parole, Sarah McBride met à profit ses bonnes relations avec le gouverneur Jack Markell et le procureur général Beau Biden pour appuyer cette revendication. Le projet de loi est adopté au Sénat de l'État à un vote près et à la Chambre par 24 votes pour et contre 17 votes contre. Amendé, le projet est ré-adopté par le Sénat de l'État et la loi est immédiatement approuvée par le gouverneur Jack Markell en juin 2013.
Signant la promulgation de la loi, Jack Markell déclare : « Je tiens tout particulièrement à remercier mon amie Sarah McBride, une intelligente et talentueuse Delawarienne qui se trouve être transgenre. Courageusement, elle s'est tenue devant l'Assemblée pour décrire ses luttes personnelles avec l'identité de genre et communiquer son désir de retourner à la maison après ses études, sans crainte. Son infatigable plaidoyer pour l'adoption de cette loi fait une réelle différence pour toutes les personnes transgenres dans le Delaware. »
Sarah McBride travaille ensuite avec le groupe LGBT Progress du Centre pour le progrès américain. Elle intervient dans un certain nombre d'universités et d'événements LGBT, notamment lors du dîner national de la Human Rights Campaign, le dîner de Human Rights Campaign Los Angeles, le brunch national du Victory Fund, à l'université de Pennsylvanie et au Gettysburg College. Elle est classée comme la Most Valuable Progressive (« progressiste la plus importante ») du Delaware par DelawareLiberal.net, répertoriée dans la liste de 2014 des Trans 100 et nommée comme l'une des cinquante milliénials qui feront une différence dans les années à venir par MIC.com. Un article publié dans NewStatesman en 2015 sur la représentation des personnes transgenres dans les fonctions politiques objets d'une élection prédit que Sarah McBride deviendra la première transgenre américaine élue à un poste important. Elle est membre de la commission GLOBE Pride 2016 du département du Logement et du Développement urbain des États-Unis, commission sur la jeunesse et le harcèlement moral au travail.
En avril 2016, Sarah McBride fait une conférence TED intitulée « Gender assigned to us at birth should not dictate who we are ». Elle siège également au comité de pilotage de Trans United for Hillary, un groupe qui vise à instruire et mobiliser les personnes transgenres et leurs alliés pour soutenir Hillary Clinton en vue de l'élection présidentielle de 2016.
Le 28 juillet 2016, Sarah McBride devient la première femme transgenre à effectuer un discours lors d'un congrès national de la Convention nationale démocrate. Durant quatre minutes, elle rend hommage à son défunt mari, Andrew Cray et à son engagement en faveur des droits LGBT.
Depuis 2016, elle est secrétaire nationale pour la presse de l'Human Rights Campaign.

### Carrière politique
En novembre 2020, elle est élue sénatrice d'État dans le Delaware, avec 73 % des suffrages exprimés,. Elle est la première sénatrice ouvertement trans d'un État des États-Unis.
Elle se présente lors des élections en novembre 2024 à la Chambre des représentants. Elle gagne l'investiture du Parti démocrate avec 79,9 % des voix. Le 5 novembre, elle est élue représentante du Delaware, devenant la première femme transgenre à siéger au Congrès.
Peu après l'élection de Sarah McBride, la représentante républicaine Nancy Mace introduit un projet de loi visant à interdire aux membres et employés de la Chambre d'utiliser des toilettes ne correspondant pas à leur genre assigné à la naissance. McBride étant la seule membre transgenre de la Chambre, elle est spécifiquement visée par ce projet de loi. L'initiative est critiquée par les démocrates et la Human Rights Campaign,,.

## Vie personnelle
En août 2014, Sarah McBride épouse son petit ami Andrew Cray, petit-fils de Seymour Cray, après avoir appris qu'il était atteint d'un cancer au stade terminal. L'évêque épiscopalien Gene Robinson préside la cérémonie. Quatre jours après leur nuit de noces, Cray meurt.